# Korlat (2020.)
Korlat je hrvatski srednjometražni dokumentarni film iz 2020. godine scenarista i redatelja Luke Klapana. 
Snimljen je u produkciji „Jedine solucije”, udruge za audiovizualnu umjetnost tijekom 2019. i 2020. godine uz financijsku potporu Grada Benkovca, Grada Vodice, Grada Obrovca, Grada Paga i tvrtke „Basic Air Lüftstechnik”. Govori o stradanju civilnog stanovništva za vrijeme Domovinskog rata u Korlatu kod Benkovca, gdje su pobunjeni Srbi u razdoblju od svibnja 1991. do siječnja 1993. ubili jedanaest hrvatskih civila.
2020. godine uvršten je u program Pulskog filmskog festivala.
Suradnici na filmu bili su: Radomir Jurić, Zlatko Begonja, Nedjeljko Pavlović, Janja Buljat, Ivan Buljat, Nikola Buljat, Vinka Buljat, Joso Buljat, Marko Galić, Jeka Galić, Milenko Pekan Milković, Nevenka Šikić, Milenko Šikić, Mile Jurjević, Manda Vulelija, Ivan Vulelija Gare, Veselko Modrić, Ilija Bulić, Marta Zorić i Nikola Vulelija.

## Vanjske poveznice
- You Tube Trailer
- Jedina Solucija, udruga za audiovizualnu umjetnost